# Mercedes Aroz
Ne doit pas être confondu avec Mercedes Aráoz.
Mercedes Aroz Ibáñez est une femme politique espagnole née le 21 septembre 1944 à Saragosse, ancienne membre du Parti des socialistes de Catalogne (PSC).

## Biographie
Mercedes Aroz est députée de Barcelone au Congrès des députés entre 1986 et 2000, puis sénatrice jusqu'en 2008. Cofondatrice du Parti des socialistes de Catalogne en 1976, elle le quitte en 2009 pour signifier son opposition à la nouvelle loi sur l'interruption volontaire de grossesse (IVG), quatre ans après avoir quitté l'hémicycle pour ne pas avoir à voter en faveur de la légalisation du mariage des couples de personnes de même sexe, les deux en raison de sa foi catholique.